# Hypostomus hoplonites
Hypostomus hoplonites es una especie de peces de la familia Loricariidae en el orden de los Siluriformes.

## Morfología
Los machos pueden llegar alcanzar los 32,5 cm de longitud total.

## Distribución geográfica
Se encuentran en Sudamérica: curso medio del río Amazonas.